# (58418) Luguhu
(58418) Luguhu ist ein Asteroid des äußeren Hauptgürtels, der am 26. Januar 1996 im Rahmen des Beijing Schmidt CCD Asteroid Programs am 60/90-cm-Schmidt-Teleskop der Xinglong Station (IAU-Code 327) in der chinesischen Provinz Hebei entdeckt wurde.
Der mittleren Durchmesser des Asteroiden wurde mit 9,384 km (±0,215) berechnet. Mit einer Albedo von  0,038 (±0,006) hat er eine dunkle Oberfläche.
Der Asteroid gehört zur Euphrosyne-Familie, einer Gruppe von Asteroiden, die nach (31) Euphrosyne benannt wurde. Die Umlaufbahn von (58418) Luguhu um die Sonne ist mit mehr als 28° stark gegenüber der Ekliptik des Sonnensystems geneigt, was typisch für Mitglieder der Euphrosyne-Familie ist.
(58418) Luguhu wurde am 22. Januar 2008 nach dem chinesischen Lugu-See (chinesisch 泸沽湖, Pinyin Lúgū Hú) benannt.